# Isola Greben'
L'isola Greben' (in russo Остров Гребень, ostrov Greben', in italiano "isola cresta") è un'isola russa che fa parte dell'arcipelago di Severnaja Zemlja ed è bagnata dal mare di Kara.
Amministrativamente fa parte del distretto di Tajmyr del Territorio di Krasnojarsk, nel Distretto Federale Siberiano.

## Geografia
L'isola è la più meridionale delle isole Krasnoflotskie; è situata 1,1 km a sud dell'isola Ploskij, che fa anch'essa parte del gruppo, e a circa 30 km a sud del capo di Sverdlov (мыс Свердлова, mys Sverdlova) nell'isola della Rivoluzione d'Ottobre.
Greben' ha una forma allungata che si sviluppa da sud-ovest a nord-est; misura 2,2 km di lunghezza e 1,1 km di larghezza.
Lungo il litorale meridionale sono presenti scogliere di 5–6 m d'altezza; al centro c'è un rilievo che misura 39 m s.l.m., che non è solo il punto più alto dell'isola ma anche dell'intero gruppo delle Krasnoflotskie. Sulla sua cima si trova un punto di rilevamento topografico.
Il territorio è libero dal ghiaccio; nella parte settentrionale è presente un piccolo lago, separato dal mare da una stretta striscia di terra.

## Storia
Come tutte le Krasnoflotskie, anche l'isola Greben' fu scoperta e mappata nell'agosto del 1932 dalla spedizione dell'Istituto di Ricerca Artico e Antartico sul rompighiaccio "V. Rusanov".

## Isole adiacenti
- Isola Ploskij (остров Плоский, ostrov Ploskij), 1,1 km a nord.
- Isola Bol'šoj (Остров Большой, ostrov Bol'šoj), a nord.
- Isola Srednij (остров Средний, ostrov Srednij), a nord.